# Кылынч, Давид
Давид Дениз Кылынч (тур. David Deniz Kılınç, род. 19 января 1992 года, Лозанна, Швейцария) — швейцарский и турецкий футболист, полузащитник клуба «Эшаллан».

## Карьера
Давид родился в городе Лозанна. Кылынч начинал заниматься футболом в родном клубе города с одноимённым названием. В 2010 году он стал привлекаться к играм за основной состав, но за два сезона сыграл лишь матч в чемпионате и два в Лиге Европы, и стал участником матча, когда «Лозанне» удалось выбить московский «Локомотив» в серии после-матчевых пенальти. В 2012 году игрок перешёл в клуб «Ле-Мон». Здесь он отыграл два сезона, и в 2014 году перешёл в «Бавуа», но, сыграв всего один матч в Первой лиге, перебрался в турецкий «Элязыгспор»..